# گودمن (میسیسیپی)
گودمن (به انگلیسی: Goodman) شهرکی در ایالت میسیسیپی کشور ایالات متحده آمریکا است که جمعیت آن در سرشماری سال ۲۰۱۰ میلادی، ۱٬۳۸۶
نفر بوده‌است.